# میولنیر

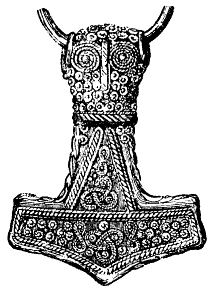
نقاشی از پتک ثور به شکل آویز (طول ۴٫۶ سانتی‌متر) متعلق به عصر وایکینگ‌ها، یافته شده در اولاند، سوئد.

میولنیر (به زبان نروژی باستان: Mjölnir) در اساطیر اسکاندیناوی، چکش یا پتکی متعلق به ثور، ایزد نام‌دار آذرخش است. میولنیر به عنوان یکی از مخوف‌ترین سلاح‌ها در اساطیر نوردیک به‌شمار می‌رود که حتی قادر به تخریب کوه‌ها نیز بود. چکش ثور نامش با آذرخش پیوند دارد؛ ثور با این سلاح از آسگارد در برابر دشمنان دفاع می‌کرد. وقتی مسیحیت به شمال اروپا راه یافت، نماد مسیحی صلیب با نماد پتک نمودار کیش ثور، آمیخت. این طلسم نقره‌ای را احتمالاً به عنوان افسون خوشبختی به تن می‌بستند. این چکش قابلیت اصابت به هر هدفی را داشت و پس از برخورد به خودی خود به سوی دست راست ثور بازمی‌گشت. ثور با این سلاح نیروهای شر را از تهاجم بازمی‌داشت و نگاهبان ایزدان و آدمیان بود.
میولنیر قادر به پرتاب آذرخش بود و از آن هم برای کشتن و نابود ساختن و هم برای زنده کردن انسان‌ها و حیوانات استفاده می‌شد. پتک ثور نماد حفاظت بود و شکل کوچک‌شده‌اش از جنس نقره یا فلزات دیگر را در گورها، کنار اجساد، قرار می‌دادند. این پتک، آویخته بر حلقه و ریسمان دسته‌اش سلاحی پرتابی و بدین شکل در نقش سنگ‌های یادمان تصویر شده‌است. بر اساس روایات اسنوری استورلوسون، دربارهٔ منشأ پدید آمدن میولنیر، این چکش توسط دو برادر دورف به نام‌های بروکر و ایتری ساخته شده‌است. این پتک بعدها توسط پادشاه یوتون‌ها، ثریم ربوده شد و تنها راه بازپس گرفتن آن به دست ایزدبانوی باروری فریا بود.

## افسانه ساختن چکش
در روایت‌های اسطوره‌ای دستهٔ این چکش کوتاه و در روایتی از ساکسو این چکش در نبرد ایزدان می‌شکند و در داستانی دیگر از همین راوی، از دلیل کوتاه شدن دستهٔ میولنیر سخن می‌گوید. همچنین منشأ ساخت این چکش در اسکالدزکاپارمال، دومین بخش از مجموعه متون ادای منثور اثر اسنوری استورلوسون یافت می‌شود. در این داستان لوکی مصروع و در یکی از غش‌هایش موهای زرین سیف همسر ثور را می‌برد و با بازگشت به حالت عادی از ترس ثور از دو دورف زرگر به نام‌های بروکر و ایتری (یا سیندری)، پسران ایوالدی می‌خواهد که طلا را طوری شکل دهند که به خوبی تارهای موی سیف شوند و چنان سحر و جادویی در آن بکار برند که بر روی سر او شروع به رشد کنند. دورف‌ها سفارش لوکی را انجام می‌دهند و هم‌زمان با این کار دو اثر ارزشمند برای ایزدان می‌سازند: یک کشتی عجیب برای فریر که در کیسه‌ای جا می‌گیرد و یک نیزه به نام گونگنیر برای اودین.

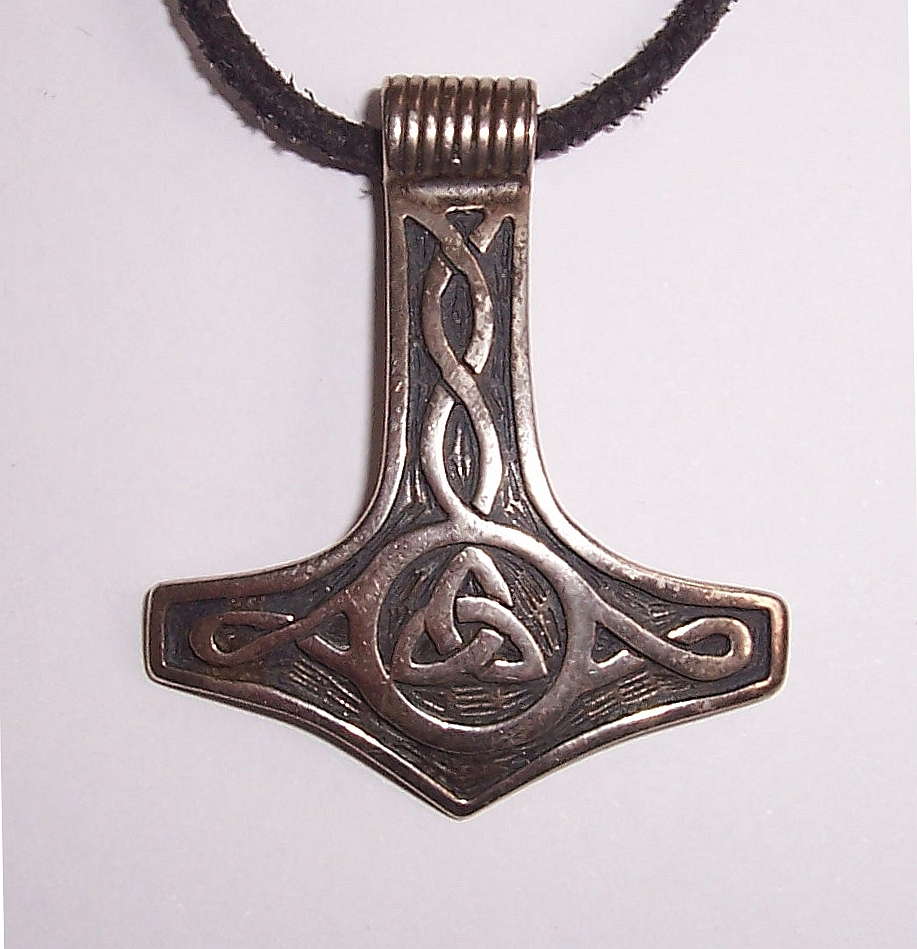

در ادامه داستان ایزدان دو دورف زرگر دیگر می‌یابند تا با دورف‌های لوکی به رقابت پردازند و لوکی شرط می‌بندد که اگر آنان برنده شوند حاضر است سر خود را بدهد. سپس این دورف‌ها گرازی طلایی برای فریر و حلقهٔ بزرگی از جنس طلا به نام دروپنیر برای اودین که در طول نه روز، هشت حلقهٔ جدید همانند خود می‌ساخت و چکشی برای ثور می‌سازند که بعد از پرتاب به دست پرتاب‌کننده بازمی‌گردد. در این بین لوکی به شکل پشه‌ای در می‌آید و پلک چشم دورف‌ها را برای موفق نشدن نیش می‌زند. بر اثر نیش پشه خون از چشم بروکر جاری می‌شود و به دلیل پاک کردن چشمش به اندازه کافی وقفه در دمیدن او ایجاد می‌شود. اما در انتها آنان در کار خود موفق می‌شوند و تنها بر اثر نیش پشه دستهٔ چکش ثور کوتاه می‌شود. دسته چکش کوتاه‌تر از چیزی شد که دو برادر دورف انتظار داشتند و بدین سبب چکش را تنها توسط یک دست می‌توان در اختیار گرفت.

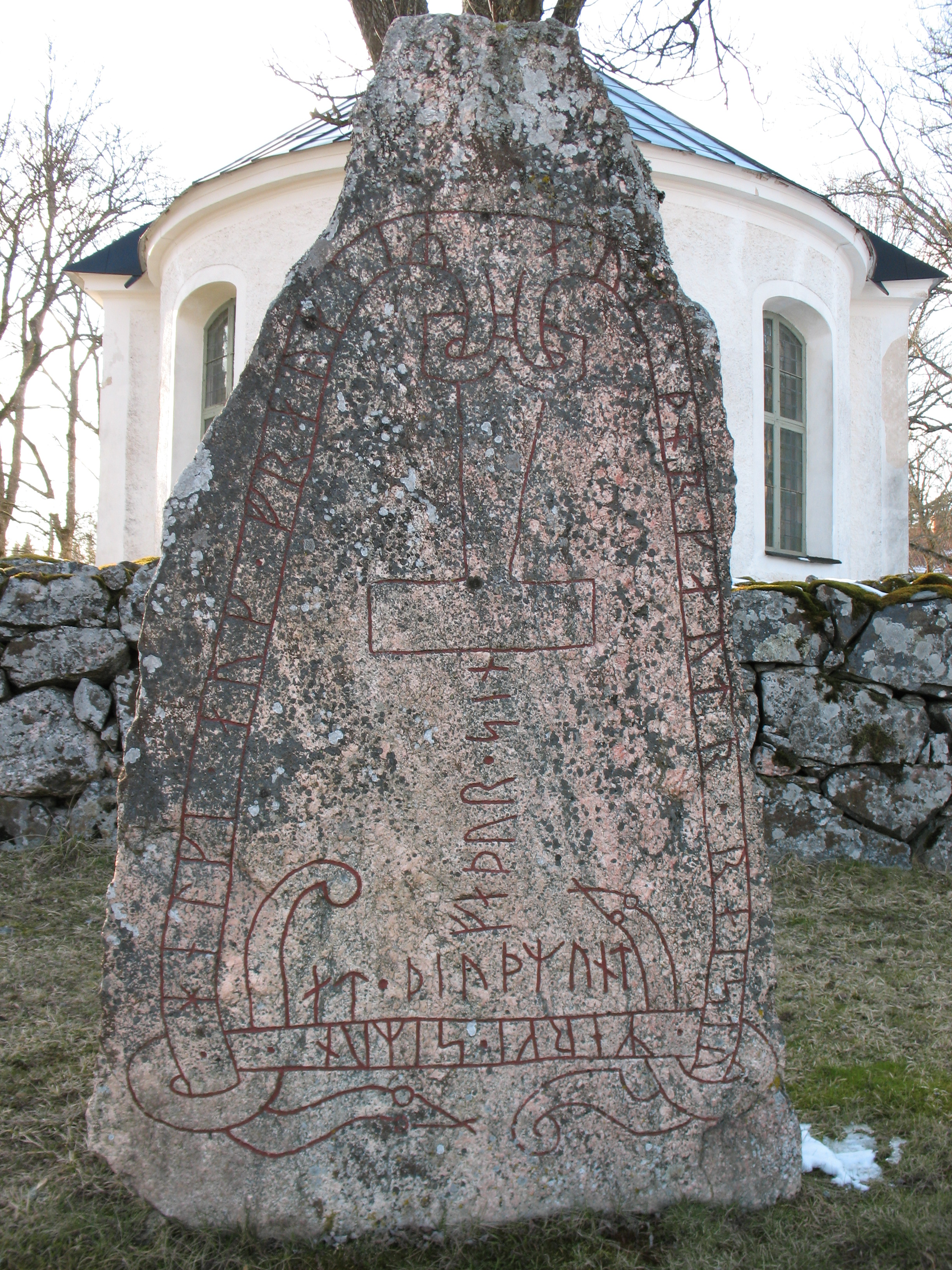
سنگ نوشتهاستنکویستا به خط رونی در Södermanland سوئد که در آن چکش ثور به جای صلیب نقش بسته شده‌است.

بدین ترتیب لوکی شرط را می‌بازد و دورف‌ها بر آن می‌شوند که سر او را ببرند اما زمانی که لوکی می‌گوید برای بریدن سرش آن‌ها باید گردن او را ببرند و او بر روی گردن خود شرط نبسته‌است، دورف‌ها که راهی برای سر بریدن او نمی‌یابند از این کار چشم‌پوشی می‌کنند و به جای آن لب‌های لوکی را به هم می‌دوزند تا برایش درس عبرتی شود. ساختهٔ این دورف‌ها نماد ایزدان و در عصر وایکینگ از نقش و نمودهای کوچک و تزیینی آن به عنوان طلسم استفاده می‌شد. اسنوری از ویژگی‌های چکش ثور می‌گوید که می‌تواند کوچک شود و درون گریبان جامه مخفی شود. همچنین موهای زرین سیف در دوره وایکینگ‌ها از وی ایزدبانویی پدیدمی‌آورد و از دید برخی مفسرین موهای زرین سیف نماد غلات رسیده‌است.

## نگارخانه

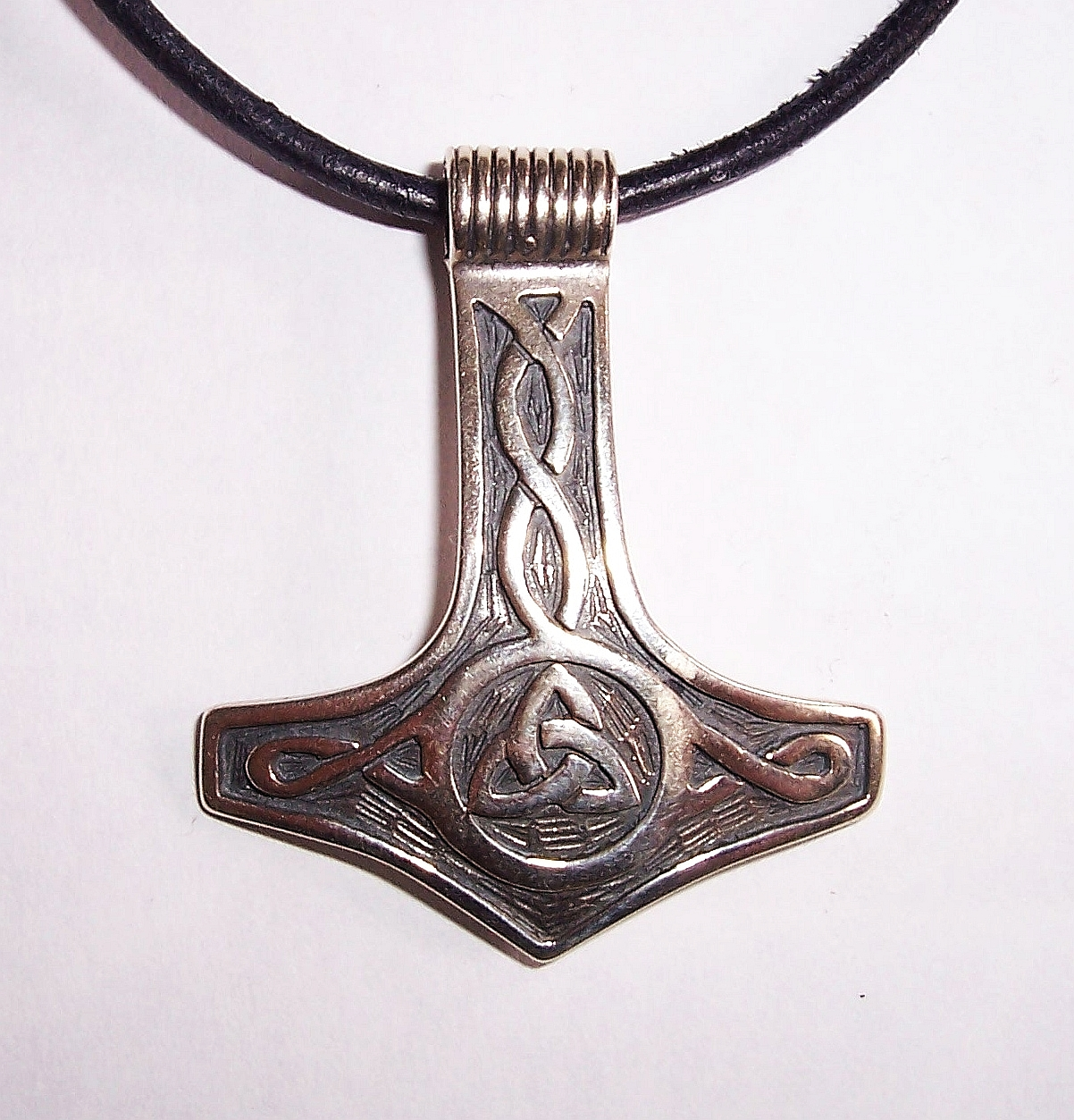